# Associazione Calcio Siena 1983-1984
Questa voce raccoglie le informazioni riguardanti l'Associazione Calcio Siena nelle competizioni ufficiali della stagione 1983-1984.

## Stagione
Nella stagione 1983-1984 il Siena disputò il secondo campionato di Serie C1 della sua storia, retrocedendo al termine in C2.

## Divise e sponsor
Il fornitore ufficiale di materiale tecnico per la stagione 1983-1984 fu Ennerre.
| 1ª divisa |

## Organigramma societario
Area direttiva
- Presidente: Danilo Nannini
- Direttore sportivo: Efrem Dotti
- Segretario: Stefano Osti

Area tecnica
- Allenatore: Romano Mattè, poi Primo Luigi Galasi
- Allenatore in 2ª: Primo Luigi Galasi

Area sanitaria
- Medico sociale: Guido Guideri
- Massaggiatore: Mauro Fanetti

## Rosa
| N. |                   | Ruolo | Calciatore        |
| -- | ----------------- | ----- | ----------------- |
|    | Italia (bandiera) | P     | Stefano Bucelli   |
|    | Italia (bandiera) | P     | Giuseppe Porrino  |
|    | Italia (bandiera) | D     | Maurizio Gridelli |
|    | Italia (bandiera) | D     | Massimo Lattuca   |
|    | Italia (bandiera) | D     | Vincenzo Mirra    |
|    | Italia (bandiera) | D     | Stefano Neri      |
|    | Italia (bandiera) | D     | Corrado Tosini    |
|    | Italia (bandiera) | D     | Danilo Tosoni     |
|    | Italia (bandiera) | D     | Enrico Vichi      |
|    | Italia (bandiera) | C     | Fabio Biasin      |
|    | Italia (bandiera) | C     | Antonio Bianchi   |
|    | Italia (bandiera) | C     | Mauro Capecchi    |
|    | Italia (bandiera) | C     | Filippo Ebeyer    |

| N. |                   | Ruolo | Calciatore          |
| -- | ----------------- | ----- | ------------------- |
|    | Italia (bandiera) | C     | Mauro Fabbri        |
|    | Italia (bandiera) | C     | Luciano Filippi     |
|    | Italia (bandiera) | C     | Antonio Onofri      |
|    | Italia (bandiera) | C     | Fabio Perinelli     |
|    | Italia (bandiera) | C     | Mauro Pernarella    |
|    | Italia (bandiera) | C     | Antonello Spinoccia |
|    | Italia (bandiera) | A     | Amerigo Paradiso    |
|    | Italia (bandiera) | A     | Fabrizio Foglietti  |
|    | Italia (bandiera) | A     | Luciano Macrì       |
|    | Italia (bandiera) | A     | Andrea Pistella     |
|    | Italia (bandiera) | A     | Stefano Quattrini   |
|    | Italia (bandiera) | A     | Roberto Sistici     |
|    | Italia (bandiera) | A     | Leonardo Surro      |

## Risultati

### Serie C1

#### Girone d'andata
| Arbitro: | Baldini (Piacenza) |

|             |           |  |
| Coletta 51’ | Marcatori |  |

| Siena 25 settembre 1983 | Siena              | 0 – 0 | Taranto | Stadio del Rastrello\| Arbitro: \| Ronchetti (Modena) \| |
| Arbitro:                | Ronchetti (Modena) |       |         |                                                          |

| Arbitro: | Basile (Siracusa) |

|             |           |  |
| Telesio 75’ | Marcatori |  |

| Arbitro: | Pomentale (Bologna) |

|                    |           |            |
| Foglietti 52’, 61’ | Marcatori | 68’ Pecchi |

| Arbitro: | Dall'Oca (Abbiategrasso) |

|             |           |                      |
| Corallo 42’ | Marcatori | 32’ (rig.) Foglietti |

| Arbitro: | Albertini (Voghera) |

|               |           |  |
| Perinelli 80’ | Marcatori |  |

| Arbitro: | Gava (Conegliano) |

|                                        |           |                  |
| Paolucci 18’ (rig.), 61’ Ciardelli 48’ | Marcatori | 85’ (rig.) Surro |

| Arbitro: | Baldas (Trieste) |

|                |           |  |
| Pernarella 51’ | Marcatori |  |

| Arbitro: | Nicoletti (Agropoli) |

|           |           |              |
| Surro 53’ | Marcatori | 74’ Raffaele |

| Arbitro: | Tarantola (Genova) |

|          |           |           |
| Doto 52’ | Marcatori | 15’ Surro |

| Arbitro: | Greco (Lecce) |

|               |           |           |
| Magagnini 62’ | Marcatori | 26’ Surro |

| Siena 4 dicembre 1983 | Siena             | 0 – 0 | Bari | Stadio del Rastrello\| Arbitro: \| Tuveri (Cagliari) \| |
| Arbitro:              | Tuveri (Cagliari) |       |      |                                                         |

| Cosenza 11 dicembre 1983 | Cosenza           | 0 – 0 | Siena | Stadio San Vito\| Arbitro: \| Baroni (Macerata) \| |
| Arbitro:                 | Baroni (Macerata) |       |       |                                                    |

| Siena 18 dicembre 1983 | Siena        | 0 – 0 | Foggia | Stadio del Rastrello\| Arbitro: \| Bin (Torino) \| |
| Arbitro:               | Bin (Torino) |       |        |                                                    |

| Arbitro: | Cornieti (Forlì) |

|                  |           |               |
| Surro 89’ (rig.) | Marcatori | 43’ D'Adderio |

| Arbitro: | Caprini (Perugia) |

|                                              |           |            |
| Catalano 23’ (rig.) Bardelli 57’ Colusso 80’ | Marcatori | 68’ Biasin |

| Siena 22 gennaio 1984 | Siena             | 0 – 0 | Salernitana | Stadio del Rastrello\| Arbitro: \| Baldacci (Torino) \| |
| Arbitro:              | Baldacci (Torino) |       |             |                                                         |

#### Girone di ritorno
| Arbitro: | Vecchiatini (Bologna) |

|                        |           |  |
| Surro 48’ Paradiso 68’ | Marcatori |  |

| Arbitro: | Fabricatore (Roma) |

|                |           |  |
| Caricola I 15’ | Marcatori |  |

| Arbitro: | D'Innocenzo (Ciampino) |

|                                   |           |  |
| Surro 8’ (rig.), 79’ Paradiso 89’ | Marcatori |  |

| Arbitro: | Scalise (Bologna) |

|            |           |  |
| Napoli 43’ | Marcatori |  |

| Arbitro: | Guidi (Bologna) |

|  |           |              |
|  | Marcatori | 14’ Acanfora |

| Arbitro: | Ronchetti (Modena) |

|                           |           |           |
| Rovellini 18’ Mancuso 70’ | Marcatori | 78’ Surro |

| Arbitro: | Frigerio (Milano) |

|  |           |            |
|  | Marcatori | 31’ Scarpa |

| Napoli 18 marzo 1984 | Campania          | 0 – 0 | Siena | Stadio San Paolo\| Arbitro: \| Tuveri (Cagliari) \| |
| Arbitro:             | Tuveri (Cagliari) |       |       |                                                     |

| Arbitro: | D'Innocenzo (Ciampino) |

|                        |           |            |
| Mazza I 48’ Romiti 73’ | Marcatori | 62’ Biasin |

| Siena 8 aprile 1984 | Siena               | 0 – 0 | Casertana | Stadio del Rastrello\| Arbitro: \| Albertini (Voghera) \| |
| Arbitro:            | Albertini (Voghera) |       |           |                                                           |

| Siena 15 aprile 1984 | Siena             | 0 – 0 | Foligno | Stadio del Rastrello\| Arbitro: \| Schiavon (Padova) \| |
| Arbitro:             | Schiavon (Padova) |       |         |                                                         |

| Arbitro: | Baroni (Macerata) |

|             |           |           |
| Messina 33’ | Marcatori | 27’ Surro |

| Arbitro: | Bailo (Novi Ligure) |

|                     |           |              |
| Paradiso 63’ (rig.) | Marcatori | 34’ Renzetti |

| Foggia 13 maggio 1984 | Foggia             | 0 – 0 | Siena | Stadio Pino Zaccheria\| Arbitro: \| Felicani (Bologna) \| |
| Arbitro:              | Felicani (Bologna) |       |       |                                                           |

| Arbitro: | Mele (Bergamo) |

|                        |           |              |
| Rossi 1’ Lupo 19’, 75’ | Marcatori | 38’ Paradiso |

| Arbitro: | Ramacci (Latina) |

|                        |           |            |
| Paradiso 10’, 17’, 68’ | Marcatori | 83’ Bianco |

| Arbitro: | Vasselli (Roma) |

|                             |           |           |
| Zaccaro 5’, 83’ Quaglia 32’ | Marcatori | 72’ Surro |

### Coppa Italia Serie C

#### Primo turno
| Pontedera 21 agosto 1983 | Pontedera | 0 – 0 | Siena | Stadio Comunale |

| Siena 24 agosto 1983 | Siena | 3 – 0 | Massese | Stadio del Rastrello |

| Livorno 28 agosto 1983 | Livorno | 1 – 1 | Siena | Stadio Comunale |

| Siena 31 agosto 1983 | Siena | 0 – 0 | Pontedera | Stadio del Rastrello |

| Massa 4 settembre 1983 | Massese | 0 – 0 | Siena | Stadio degli Oliveti |

| Siena 11 settembre 1983 | Siena | 0 – 0 | Livorno | Stadio del Rastrello |

## Statistiche

### Statistiche di squadra
| Competizione         | Punti | In casa | In casa | In casa | In casa | In casa | In casa | In trasferta | In trasferta | In trasferta | In trasferta | In trasferta | In trasferta | Totale | Totale | Totale | Totale | Totale | Totale | DR |
| Competizione         | Punti | G       | V       | N       | P       | Gf      | Gs      | G            | V            | N            | P            | Gf           | Gs           | G      | V      | N      | P      | Gf     | Gs     | DR |
| -------------------- | ----- | ------- | ------- | ------- | ------- | ------- | ------- | ------------ | ------------ | ------------ | ------------ | ------------ | ------------ | ------ | ------ | ------ | ------ | ------ | ------ | -- |
| Serie C1             | 28    | 17      | 6       | 9       | 2       | 15      | 7       | 17           | 0            | 7            | 10           | 10           | 24           | 34     | 6      | 16     | 12     | 25     | 31     | -6 |
| Coppa Italia Serie C | -     | 3       | 1       | 2       | 0       | 3       | 0       | 2            | 0            | 3            | 0            | 1            | 1            | 6      | 1      | 5      | 0      | 4      | 1      | +3 |
| Totale               | -     | 20      | 7       | 11      | 2       | 18      | 7       | 20           | 0            | 10           | 10           | 11           | 25           | 40     | 7      | 21     | 12     | 29     | 32     | -3 |

### Statistiche dei giocatori[4]
| Giocatore     | Serie C1 | Serie C1 | Coppa Italia Serie C | Coppa Italia Serie C | Totale   | Totale |
| Giocatore     | Presenze | Reti     | Presenze             | Reti                 | Presenze | Reti   |
| ------------- | -------- | -------- | -------------------- | -------------------- | -------- | ------ |
| A. Bianchi    | 6        | 0        | ?                    | ?                    | 6+       | 0+     |
| F. Biasin     | 30       | 2        | ?                    | ?                    | 30+      | 2+     |
| S. Bucelli    | 1        | -3       | ?                    | ?                    | 1+       | -3+    |
| M. Capecchi   | 1        | 0        | ?                    | -?                   | 1+       | 0+     |
| F. Ebeyer     | 1        | 0        | ?                    | ?                    | 1+       | 0+     |
| M. Fabbri     | 4        | 0        | ?                    | ?                    | 4+       | 0+     |
| L. Filippi    | 25       | 0        | ?                    | ?                    | 25+      | 0+     |
| F. Foglietti  | 6        | 3        | ?                    | ?                    | 6+       | 3+     |
| M. Gridelli   | 32       | 0        | ?                    | ?                    | 32+      | 0+     |
| M. Lattuca    | 15       | 0        | ?                    | ?                    | 15+      | 0+     |
| L. Macrì      | 1        | 0        | ?                    | ?                    | 1+       | 0+     |
| V. Mirra      | 22       | 0        | ?                    | ?                    | 22+      | 0+     |
| S. Neri       | 27       | 0        | ?                    | ?                    | 27+      | 0+     |
| A. Onofri     | 22       | 0        | ?                    | ?                    | 22+      | 0+     |
| A. Paradiso   | 21       | 7        | ?                    | ?                    | 21+      | 7+     |
| F. Perinelli  | 28       | 1        | ?                    | ?                    | 28+      | 1+     |
| M. Pernarella | 30       | 1        | ?                    | ?                    | 30+      | 1+     |
| A. Pistella   | 2        | 0        | ?                    | ?                    | 2+       | 0+     |
| G. Porrino    | 33       | -28      | ?                    | ?                    | 33+      | -28+   |
| S. Quattrini  | 1        | 0        | ?                    | ?                    | 1+       | 0+     |
| R. Sistici    | 31       | 0        | ?                    | ?                    | 31+      | 0+     |
| A. Spinoccia  | 12       | 0        | ?                    | ?                    | 12+      | 0+     |
| L. Surro      | 30       | 11       | ?                    | ?                    | 30+      | 11+    |
| C. Tosini     | 9        | 0        | ?                    | ?                    | 9+       | 0+     |
| D. Tosoni     | 26       | 0        | ?                    | ?                    | 26+      | 0+     |
| E. Vichi      | 23       | 0        | ?                    | ?                    | 23+      | 0+     |